# モンゴルマン
モンゴルマン（1970年4月28日 - ）は、日本のプロレスラー、格闘家。本名：斉藤 俊一（さいとう しゅんいち）。

## 経歴
1991年8月、東京・後楽園ホールで行われた世界格闘技連合W★INGの旗揚げでの対ジェット・ジャガー戦にてデビュー。
ジェット・ジャガーが、旗揚げ前の宣伝で、有名な格闘家の変身であるかのような扱われ方をされたため、その対戦相手として過度の期待をされてしまうが、実際の試合はお世辞にもレベルが高い試合とは言えず、観客から失笑される（これについては、後にモンゴルマン本人が、「プロレスのリングに上がるために無理なウエイトアップを行ったため、動きが鈍くなってしまった」と発言している）。
W★INGにはその一戦のみの登場となり、その後、フリーランスとしてIWA格闘志塾等のインディー団体に活動の場を移し、喧嘩プロレス二瓶組に所属した後、現在はサンライズねわざワールド所属。
プロレスデビュー前は創成期の総合格闘技大会に出場しており、格闘技志向が強かったと思われる。実際、プロレスを引退して総合格闘家に転身。柔術の大会にも出場を続け、全日本優勝などの実績も残している。
テレビ番組「なりゆき」（「あいのり」の前身番組）の初代出演メンバーでもある。ここではモンゴルマンのキャラクターが視聴率に大きく貢献し、彼を中心とするイベントも多数開催された。その後はSPEED主演映画に出演するなど人気を集めたが、芸能界を引退し、斉藤俊一のリングネームで格闘技の世界に戻っている。
2006年、総合格闘技団体UBJ SUNRISEにおいて、対戦相手を2ちゃんねるで募集し、応募した2ちゃんねらー「Ｊ」（柔道・フルコンタクト空手の使い手の巨漢）と対戦も判定負け。大石道場主催の格闘技イベント『御用改め』で和地康彦（未来格闘塾）と対戦し３Ｒ１分４５秒腕ひしぎ十字固めで勝利。2007年12月、『御用改め』で、相良イツキ（フリー）との対戦が決まるも、試合直前に網膜剥離であることが発覚し、総合格闘技からは引退。
柔術家として再起し、2009年6月、日本ブラジリアン柔術連盟「第3回関東ブラジリアン柔術選手権」でシニア青帯ペサディシモ級優勝。2010年4月「第11回全日本選手権大会」アダルト紫帯ペサディシモ級優勝。2011年8月「第12回全日本選手権」でアダルト紫帯ペサディシモ級優勝。2012年3月、「第6回全日本ブラジリアン柔術シニア選手権」で紫帯ウルトラヘビー級/ペサディシモ級優勝。2013年3月「THE柔術FIGHTERS.6」で男子マスター紫帯オープンクラス準優勝。ほか多数の入賞をしているほか、ブラジルで４度の大会出場も果たした。
現在の本業は盲学校の教員である。